# St.-Johannis-Kirche (Barby)

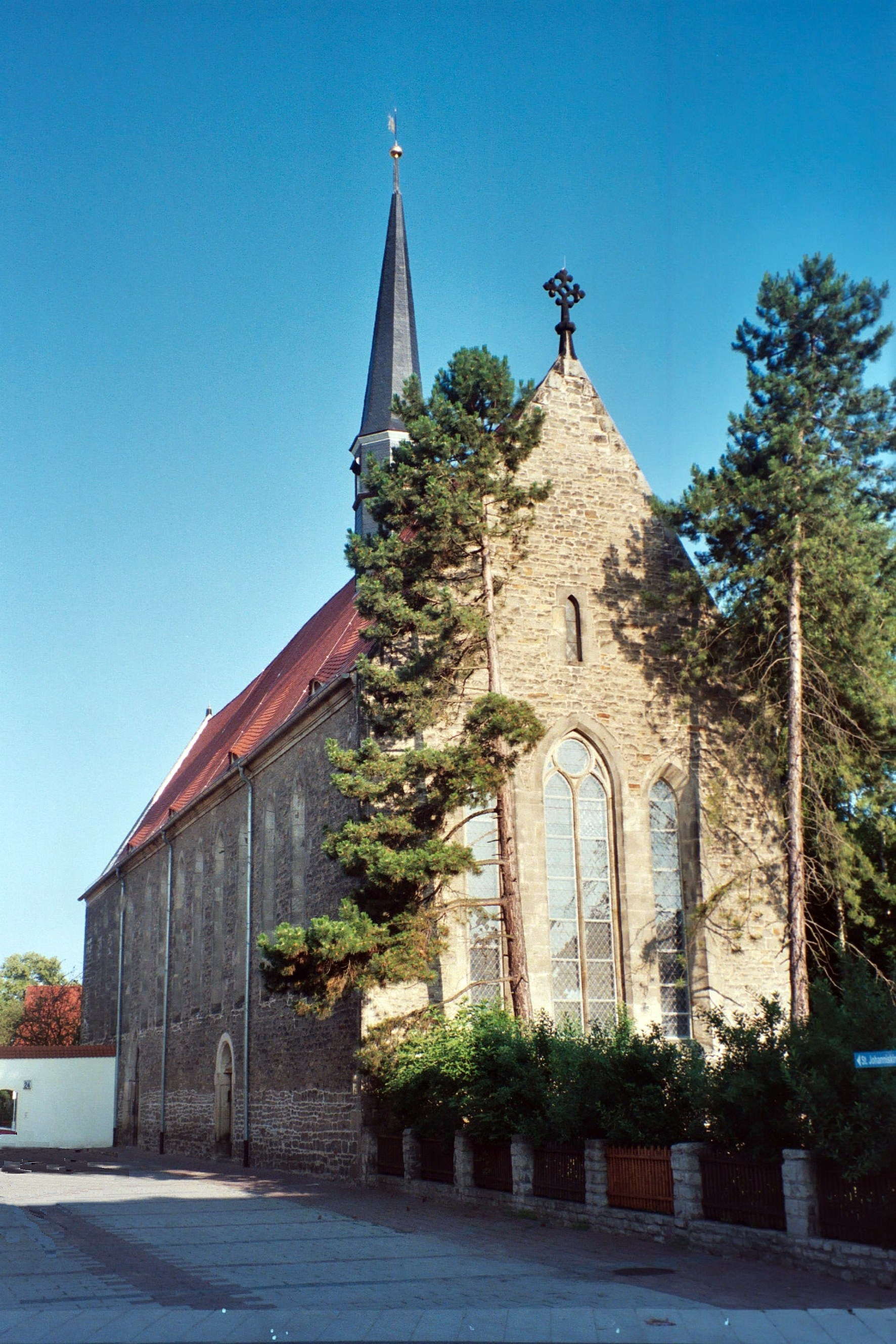
Südost-Ansicht

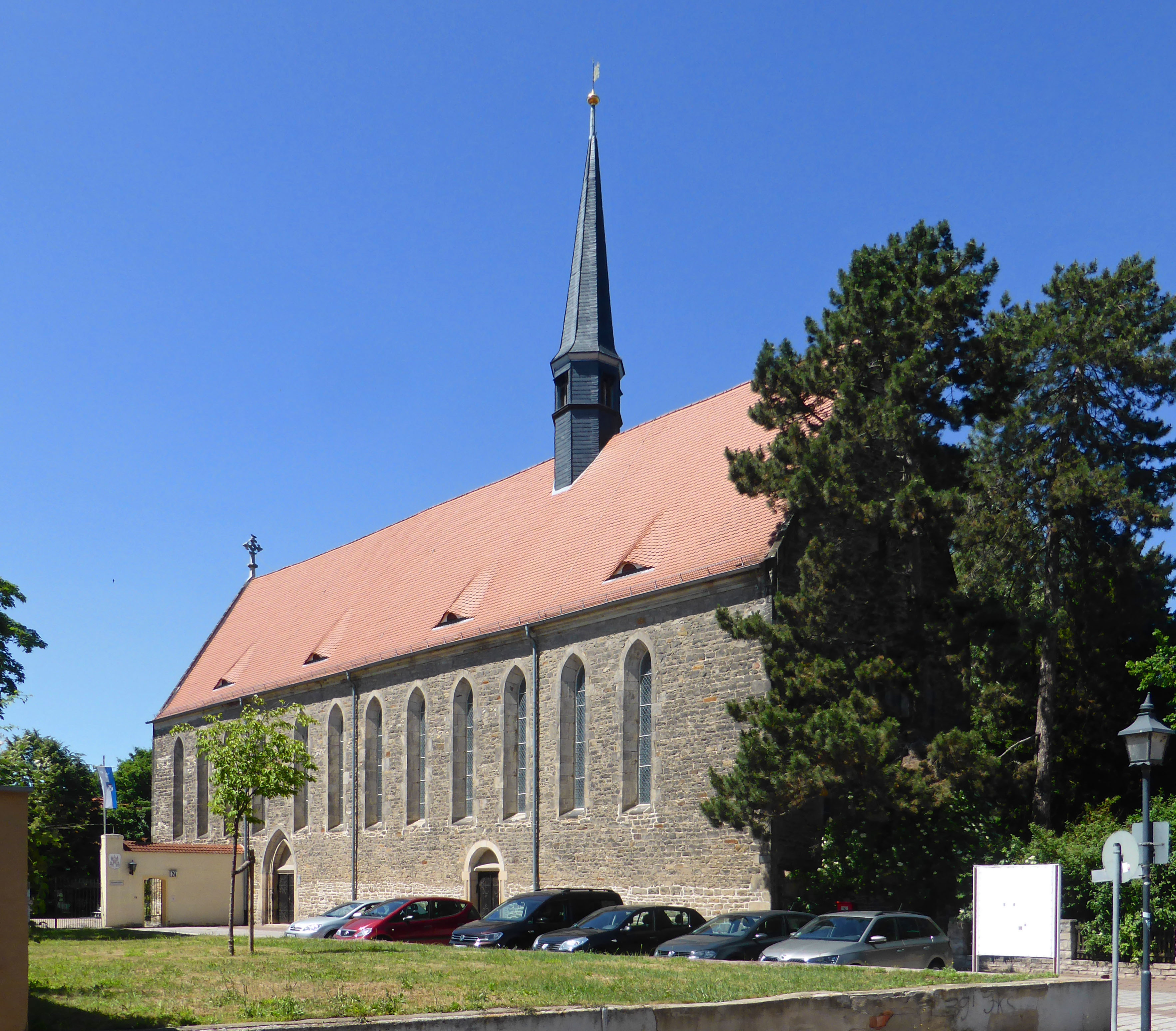
Südseite

Die heute evangelische St.-Johannis-Kirche in Barby im Salzlandkreis in Sachsen-Anhalt wurde im 13. Jahrhundert im frühgotischen Stil erbaut. Sie war bis zur Reformation die Klosterkirche des dortigen Franziskanerklosters.

## Baugeschichte
Das 40 Meter lange und 10 Meter breite, zwischen 1264 und 1271 als Klosterkirche der Franziskaner aus Bruchsteinen errichtete Gotteshaus gilt als ältestes erhaltenes Gebäude der Stadt. An der Nordseite grenzte es ursprünglich an die Klausur, daher befindet sich dort nur ein Fenster am Ostende. Die Südfassade ist in zwölf spitzbogige Fenster gegliedert, die von der Dachtraufe bis drei Meter über den Boden reichen. Darunter sind zwei rundbogige Portale eingelassen. Die Ost- und Westwände sind mit Drei-Fenster-Gruppen unterteilt, auf dem Ostgiebel befindet sich das ursprüngliche Giebelkreuz. Als Klosterkirche eines Bettelordens erhielt das Gebäude keinen Turm, dagegen trägt das Dach einen Dachreiter.
Die Brüder des 1210 gegründeten Franziskanerordens ließen sich wahrscheinlich 1264 in Barby nieder; erstmals sicher erwähnt wurde das Kloster 1279. Es gehörte zur Sächsischen Franziskanerprovinz (Saxonia).
Im 14. Jahrhundert fiel das Kloster einem Brand zum Opfer, wurde aber durch Veranlassung des Landesherrn Graf Günther II. wieder hergestellt. Beim Provinzkapitel der Saxonia 1507 in Cottbus zwang Provinzialminister Ludwig Henning die Brüder des Konvents in Barby, die gemäßigt strenge martinianische Lebensweise zu übernehmen, wie auch die Brüder in Aschersleben und Burg.
Mit der Einführung der Reformation in Barby um 1540 wurde das Franziskanerkloster von den Barbyer Grafen aufgehoben, die Klosterkirche wurde bis 1659 zur Schloss- und Begräbniskirche der Grafen umgewandelt.
Nach umfangreichen Restaurierungen und Umbaumaßnahmen 1886 und 1937 unterblieben weitere Erhaltungsmaßnahmen an der Bausubstanz, sodass die Nutzung der Kirche in den 1990er Jahren gefährdet erschien. Im Herbst 1994 begann eine umfangreiche Grundinstandsetzung des Daches und des Dachreiters.

## Innenausstattung
Das Innere des Kirchenschiffs wird durch eine von Querbalken unterteilte flache Holzdecke abgeschlossen. Die ältesten Einrichtungsgegenstände sind die zahlreichen teilweise farbig gestalteten Grabdenkmäler der Barbyer Grafen. Die älteste Grabplatte für Graf Burkart stammt von 1271. Der Altaraufsatz ist dem Grafen Wolf I. († 1565) und seiner Familie mit einer ausführlichen Bildfolge gewidmet. Aus der zweiten Hälfte des 14. Jahrhunderts stammt eine lebensgroße steinerne Christusfigur, und um 1510 entstand eine Mondsichelmadonna aus Lindenholz. Neben mehreren Epitaphen zeigen vier Ölgemälde bedeutende Pfarrer der St. Johanniskirche aus vier Jahrhunderten (1588–1820). Den Fuß des aus dem Anfang des 18. Jahrhunderts stammenden barocken Taufsteins stellt eine Schnitzfigur von Johannes dem Täufer dar, während auf der Taufschale die Verkündigung des Herrn dargestellt ist. Die Kanzel im neugotischen Stil schuf die Werkstatt des Holzbildhauers Gustav Kuntzsch in Wernigerode (1886–1887), die auch das Orgelgehäuse und Nummerntafeln lieferte.
Drei Buntglasfenster hinter dem Altar in der Ostwand mit Szenen des Lebens Jesu wurden Ende des 20. Jahrhunderts gestiftet.

## Orgel
Die Orgel auf der Westempore aus der Werkstatt des Zörbiger Orgelbauers Wilhelm Rühlmann ist im Originalzustand von 1886 erhalten.
Allerdings ist sie heute in einem schlechten, dringend sanierungsbedürftigen und kaum spielbaren Zustand. Sie ist die größte mechanische Orgel der Firma. 
| I Hauptwerk C–f3 |             |        |
| 01.              | Bordun      | 16′    |
| 02.              | Principal   | 08′    |
| 03.              | Hohlflöte   | 08′    |
| 04.              | Gedackt     | 08′    |
| 05.              | Gamba       | 08′    |
| 06.              | Octave      | 04′    |
| 07.              | Rohrflöte   | 04′    |
| 08.              | Quinte      | 02 ⁄3′ |
| 09.              | Octave      | 02′    |
| 10.              | Mixtur IV   |        |
| 11.              | Cornett III |        |
| 12.              | Trompete    | 08′    |

| II Oberwerk C–f3 |                  |        |
| 13.              | Lieblich Gedackt | 16′    |
| 14.              | Geigenprincipal  | 08′    |
| 15.              | Doppelflöte      | 08′    |
| 16.              | Flauto travers   | 08′    |
| 17.              | Salicional       | 08′    |
| 18.              | Octave           | 04′    |
| 19.              | Gemshorn         | 04′    |
| 20.              | Rauschquinte II  | 02 ⁄3′ |
| 21.              | Clarinette       | 08′    |

| III Echowerk C–f3 |                  |    |
| 22.               | Lieblich Gedackt | 8′ |
| 23.               | Zartflöte        | 8′ |
| 24.               | Viola d’amour    | 8′ |
| 25.               | Aeoline          | 8′ |
| 26.               | Flauto amabilis  | 4′ |
| 27.               | Harmonika        | 8′ |

| Pedalwerk C–d1 |               |     |
| 28.            | Principal Baß | 16′ |
| 29.            | Violon        | 16′ |
| 30.            | Subbaß        | 16′ |
| 31.            | Principal Baß | 08′ |
| 32.            | Gedackt Baß   | 08′ |
| 33.            | Cello         | 08′ |
| 34.            | Posaune       | 16′ |

- Anmerkungen:

1. 1 2  Aufschlagendes Zungenregister.
2. 1 2  Durchschlagendes Zungenregister.
3. ↑  Schwellbar.